# I am...
I am... este cel de-al patrulea album de studio al cântăreței japoneze Ayumi Hamasaki, lansat pe 1 ianuarie 2002 in Japonia. Acest album s-a evidențiat printr-o schimbare a stilului muzical și a versurilor în muzica artistei: Hamasaki a inceput să înlocuiască subiecte precum singurătatea și confuzia ce i-au caracterizat albumele anterioare incorporând de asemenea elemente ale muzicii rock in cântecele ei.
I am... a fost un succes comercial, atât în Japonia (vânzându-se în peste 2 milioane de exemplare) cât și în alte țări asiatice. În Singapore, "I am..." s-a vândut în peste 10,000 de exemplare, neobișnuit de mult pentru un album japonez.

## Influențe
După atacurile din 11 septembrie 2001, Hamasaki s-a hotărât să schimbe cu totul conceptul albumului (pe care-l plănuia încă de la începutul lui 2001) renuntând la ideea originală de la care pornise. Influentată de evenimente, Hamasaki s-a indepărtat de subiectele sale obișnuite (singurătate, confuzie etc.) și s-a axat în principiu pe teme de natură mondială, precum credinta si pacea. Versurile melodiei "A Song is Born" au fost direct influențate de evenimentele din Septembrie 2001. De asemenea, Hamasaki a modificat complet si coperta albumului pentru a se potrivi cu noua sa viziune : pe coperta albumului "I am...", artista dorește să portretizeze o "muză a păcii", acoperită cu vită-de-vie si pe al cărei umăr stă așezat un porumbel, simbol al păcii.
Noua perspectivă inspirată din evenimentele de la 11 septembrie 2001 s-a extins dincolo de crearea albumului. Înainte de perioada albumului " I am...", Hamasaki simțea că înca nu poate pătrunde cu adevărat pe piata asiatică. Astfel, ea nu cântase în afara Japoniei și nu folosise versuri în limba engleză. Totuși, la scurt timp după lansarea albumului, ea va susține un recital la MTV Asia Music Awards 2002, aceasta reprezentând prima ei cântare în afara granițelor.

## Compoziție și stil muzical
I Am... a reprezentat preluarea controlului total de către Ayumi asupra muzicii sale, deoarece a inceput sa-și compună proprille melodii sub pseudonimul "CREA". Decizia de a-și compune propriile cântece a venit în momentul în care Hamasaki nu a fost multumită de nici una dintre compozițiile create de staff-ul său pentru melodia "M". Nepotrivindu-se cu propria viziune asupra cantecului, Hamasaki a decis să-l compună singură. În felul acesta, artista a ajuns să compună aproape toate melodiile de pe album, multe dintre ele schimbându-și tonalitatea.
Albumul utilizează o gamă variată de instrumente: in cântecul "M" au fost folosite pianul, instrumentele cu coarde, clopotele și chitara electrica iar in melodii precum "A Song Is Born" si "Connected" a fost folosit sintetizatorul. Instrumentul predominant din album este chitara.
Melodia "M" este de multe ori pronunțata eronat și anume "Maria", din pricina referirii făcute în versuri.

## Lista cu melodii
Toate versurile sunt scrise de Ayumi Hamasaki. 
| Nr. | Titlu                                      | Muzică                       | Aranjament               | Lungime |  |
| 1.  | „I Am...”                                  | Crea                         | Tadashi Kikuchi + tasuku | 5:31    |  |
| 2.  | „Opening Run”                              | CMJK                         | CMJK                     | 0:57    |  |
| 3.  | „Connected”                                | Ferry Corsten                | Corsten                  | 3:19    |  |
| 4.  | „Unite!”                                   | Crea                         | HΛL                      | 4:59    |  |
| 5.  | „Evolution”                                | Crea                         | HΛL                      | 4:40    |  |
| 6.  | „Naturally”                                | Crea                         | CMJK                     | 4:16    |  |
| 7.  | „Never Ever”                               | Crea                         | Chokkaku                 | 4:40    |  |
| 8.  | „Still Alone”                              | Crea                         | CMJK                     | 5:54    |  |
| 9.  | „Daybreak”                                 | Crea, D.A.I, Junichi Matsuda | Tasuku                   | 4:48    |  |
| 10. | „Taskinlude”                               | Tasuku                       | Tasuku                   | 4:26    |  |
| 11. | „M”                                        | Crea                         | HΛL                      | 4:26    |  |
| 12. | „A Song Is Born”                           | Tetsuya Komuro               | Komuro                   | 6:16    |  |
| 13. | „Dearest”                                  | Crea, D.A.I                  | Naoto Suzuki             | 5:32    |  |
| 14. | „No More Words”                            | Crea, D.A.I                  | Suzuki, Tasuku           | 5:41    |  |
| 15. | „Endless Sorrow” (Gone with the Wind ver.) | Crea                         | CMJK                     | 5:12    |  |
| 16. | „Flower Garden” (track ascuns)             | Crea, D.A.I                  |                          | 2:38    |  |

## Lansarea
| Regiune   | Dată                             | Format | Număr                 |
| --------- | -------------------------------- | ------ | --------------------- |
| Japonia   | 1 ianuarie 2002                  | CD     | AVCD-17037            |
| Taiwan    |                                  |        |                       |
| Hong Kong |                                  |        |                       |
| China     | 2002 - Presa initiala            | CD     | AVTCD-95550 - SCD-598 |
| China     | 2002 - Presa initiala            | Caseta |                       |
| China     | 25 decembrie 2005 - A doua presa | CD     |                       |

## Topuri
Oricon Chart (Japonia)
| Lansare         | Top                        | Poziția de vârf | Vânzări in prima săptămână | Vânzări totale | Durată |
| --------------- | -------------------------- | --------------- | -------------------------- | -------------- | ------ |
| 1 ianuarie 2002 | Oricon Daily Album Chart   | 1               |                            |                |        |
| 1 ianuarie 2002 | Oricon Weekly Album Chart  | 1               | 1,751,360                  | 2,308,112      | 25     |
| 1 ianuarie 2002 | Oricon Monthly Album Chart | 1               |                            |                |        |
| 1 ianuarie 2002 | Oricon Yearly Album Chart  | 2               |                            |                |        |

### Single-uri
| Dată               | Titlu            | Poziția de vârf | Săptămâni    | Vânzări   |
| ------------------ | ---------------- | --------------- | ------------ | --------- |
| 13 decembrie 2000  | "M"              | 1               | 18 săptămâni | 1,319,070 |
| 31 ianuarie 2000   | "Evolution"      | 1               | 17 săptămâni | 955,250   |
| 7 martie 2001      | "Never Ever"     | 1               | 12 săptămâni | 756,980   |
| 16 mai 2001        | "Endless Sorrow" | 1               | 11 săptămâni | 768,510   |
| 11 iulie 2001      | "Unite!"         | 1               | 17 săptămâni | 571,110   |
| 27 septembrie 2001 | "Dearest"        | 1               | 16 săptămâni | 750,420   |
| 12 decembrie 2001  | "A Song Is Born" | 1               | 10 săptămâni | 441,410   |
| 6 martie 2002      | "Daybreak"       | 2               | 9 săptămâni  | 197,140   |

- Vânzări totale de single-uri: 5,759,890
- Vânzări totale (single-uri & album): 8,068,002[necesită citare]